# E-UTRA

Arquitectura EUTRAN com a part d'una xarxa LTE i SAE

E-UTRA és la interfície aèria del camí d'actualització del projecte d'associació de tercera generació (3GPP) Long Term Evolution (LTE) per a xarxes mòbils. És un acrònim d' Evolved UMTS Terrestrial Radio Access, també conegut com a Evolved Universal Terrestrial Radio Access en els primers esborranys de l'especificació 3GPP LTE. E-UTRAN és la combinació d'E-UTRA, equip d'usuari (UE) i un Node B (E-UTRAN Node B o Evolved Node B, eNodeB).
És una xarxa d'accés de ràdio (RAN) destinada a substituir les tecnologies del Sistema Universal de Telecomunicacions Mòbils (UMTS), l'accés de paquets d'enllaç descendent d'alta velocitat (HSDPA) i les tecnologies d'accés de paquets d'enllaç ascendent d'alta velocitat (HSUPA) especificades a les versions 5 del 3GPP. i més enllà. A diferència d'HSPA, l'E-UTRA de LTE és un sistema d'interfície d'aire completament nou, no relacionat amb W-CDMA i incompatible amb ell. Proporciona majors taxes de dades, menor latència i està optimitzat per a paquets de dades. Utilitza l'accés per ràdio d'accés múltiple de divisió de freqüència ortogonal (OFDMA) per a l'enllaç descendent i l'accés múltiple de divisió de freqüència de portadora única (SC-FDMA) a l'enllaç ascendent. Les proves van començar l'any 2008.

## Característiques
EUTRAN té les següents característiques:
- Taxes màximes de descàrrega de 299,6 Mbit/s per a antenes 4×4, i 150,8 Mbit/s per a antenes de 2×2 amb 20 MHz d'espectre. LTE Advanced admet configuracions d'antena 8 × 8 amb taxes de descàrrega màximes de 2.998,6 Mbit/s en un total de 100 canal MHz.
- Taxes màximes de càrrega de 75,4 Mbit/s per a 20 Canal MHz en l'estàndard LTE, amb fins a 1.497,8 Mbit/s en un LTE Advanced 100 portadora de MHz.
- Latències de transferència de dades baixes (latència inferior a 5 ms per a paquets IP petits en condicions òptimes), latències més baixes per a la transferència i el temps de configuració de la connexió.
- Suport per a terminals que es mouen fins a 350 km/h o 500 km/h en funció de la banda de freqüència.
- Suport per a dúplex FDD i TDD, així com FDD semidúplex amb la mateixa tecnologia d'accés per ràdio
- Suport per a totes les bandes de freqüència utilitzades actualment pels sistemes IMT per l'ITU-R.
- Ample de banda flexible: 1,4 MHz, 3 MHz, 5 MHz, 10 MHz, 15 MHz i 20 MHz estan estandarditzats. En comparació, UMTS utilitza una mida fixa 5 Trossos d'espectre en MHz.
- Augment de l'eficiència espectral entre 2 i 5 vegades més que en la versió 6 de 3GPP (HSPA)
- Suport de mides de cel·les des de desenes de metres de radi (femto i picocel·les) fins a més de 100 macrocel·lules de radi km
- Arquitectura simplificada: la part de xarxa d'EUTRAN està composta només pels eNodeB
- Suport per a la interoperació amb altres sistemes (per exemple, GSM / EDGE, UMTS, CDMA2000, WiMAX, etc.)
- Interfície de ràdio de commutació de paquets.

## Justificació de l'E-UTRA

Pila de protocols EUTRAN

Tot i que UMTS, amb HSDPA i HSUPA i la seva evolució, ofereixen altes taxes de transferència de dades, s'espera que l'ús de dades sense fil continuï augmentant significativament durant els propers anys a causa de l'augment de l'oferta i la demanda de serveis i continguts en moviment i la continuïtat reducció de costos per a l'usuari final. S'espera que aquest augment requereixi no només xarxes i interfícies de ràdio més ràpides, sinó també una major rendibilitat del que és possible per l'evolució dels estàndards actuals. Així, el consorci 3GPP va establir els requisits per a una nova interfície de ràdio (EUTRAN) i una evolució de la xarxa central (System Architecture Evolution SAE) que satisfés aquesta necessitat.
A partir de la versió 8 de 3GPP, E-UTRA està dissenyat per proporcionar un únic camí d'evolució per a les interfícies de ràdio GSM / EDGE, UMTS / HSPA, CDMA2000 / EV-DO i TD-SCDMA, proporcionant augments de velocitat de dades i eficiència espectral. i permetent oferir més funcionalitats.

## Arquitectura[4]
EUTRAN consta només d'eNodeB al costat de la xarxa. L'eNodeB realitza tasques similars a les que realitzen els nodeB i RNC (controlador de xarxa de ràdio) junts a UTRAN. L'objectiu d'aquesta simplificació és reduir la latència de totes les operacions de la interfície de ràdio. Els eNodeB es connecten entre si mitjançant la interfície X2 i es connecten a la xarxa central de commutació de paquets (PS) mitjançant la interfície S1.

### Pila de protocols EUTRAN
La pila de protocols EUTRAN consta de:
- Capa física: Transporta tota la informació dels canals de transport MAC a través de la interfície aèria. S'ocupa de l'adaptació de l'enllaç (ACM), el control de potència, la cerca de cèl·lules (per a la sincronització inicial i el traspàs) i altres mesures (dins del sistema LTE i entre sistemes) per a la capa RRC.
- MAC: La subcapa MAC ofereix un conjunt de canals lògics a la subcapa RLC que multiplexa als canals de transport de la capa física. També gestiona la correcció d'errors HARQ, gestiona la priorització dels canals lògics per a la mateixa UE i la programació dinàmica entre UE, etc.
- RLC: Transporta les PDU del PDCP. Pot funcionar en 3 modes diferents segons la fiabilitat proporcionada. En funció d'aquest mode pot proporcionar: correcció d'errors ARQ, segmentació/concatenació de PDU, reordenació per al lliurament en seqüència, detecció de duplicats, etc...
- PDCP: Per a la capa RRC proporciona el transport de les seves dades amb xifrat i protecció d'integritat. I per al transport de la capa IP dels paquets IP, amb compressió de capçalera ROHC, xifrat i, depenent del lliurament en seqüència del mode RLC, detecció de duplicats i retransmissió de les seves pròpies SDU durant el lliurament.
- RRC: Entre d'altres s'ocupa de: la informació del sistema de difusió relacionada amb l'estrat d'accés i el transport dels missatges de l'estrat no d'accés (NAS), la paginació, l'establiment i l'alliberament de la connexió RRC, la gestió de la clau de seguretat, el lliurament, Mesures de la UE relacionades amb la mobilitat entre sistemes (inter-RAT), QoS, etc.

Capes d'interfície amb la pila de protocols EUTRAN:
- NAS: Protocol entre l'UE i l'MME al costat de la xarxa (fora d'EUTRAN). Entre d'altres realitza l'autenticació de la UE, el control de seguretat i genera part dels missatges de paginació.
- IP

## Disseny de capa física (L1)

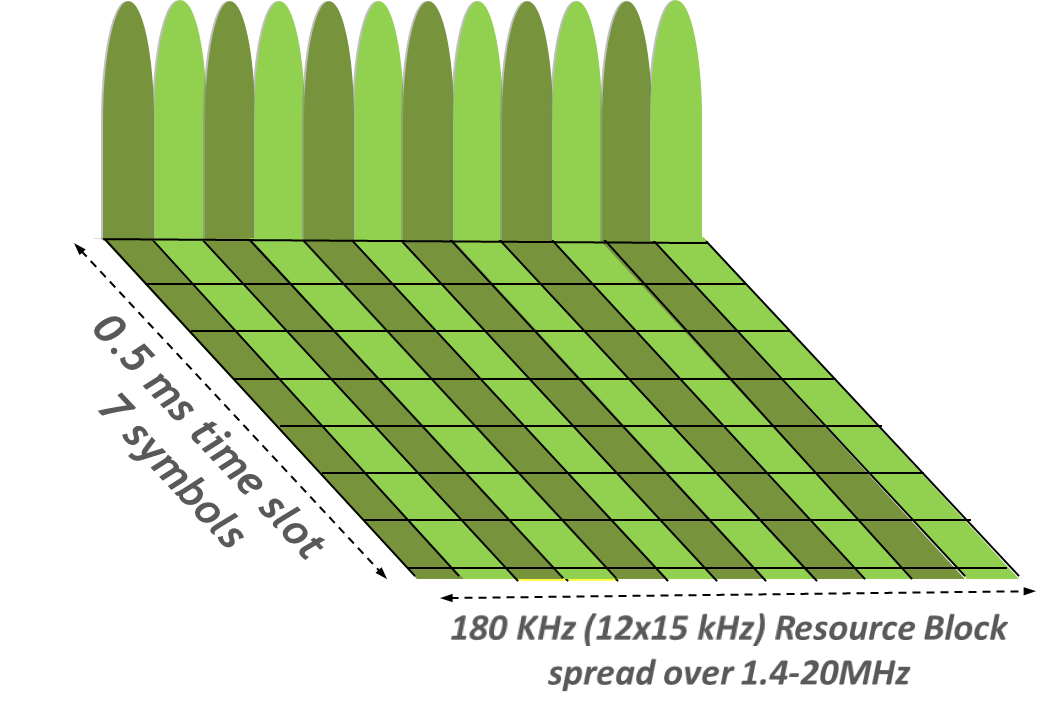
Bloc de recursos LTE en dominis de temps i freqüència: 12 subportadores, interval de temps de 0,5 ms (prefix cíclic normal).

E-UTRA utilitza la tecnologia d'antena de multiplexació per divisió de freqüència ortogonal (OFDM), d'entrada múltiple i de sortida múltiple (MIMO) depenent de la categoria de terminal i també pot utilitzar la formació de feix per a l'enllaç descendent per donar suport a més usuaris, velocitats de dades més altes i menor potència de processament. requerit a cada telèfon.
A l'enllaç ascendent, LTE utilitza tant OFDMA com una versió precodificada d'OFDM anomenada Single Carrier Frequency-Division Multiple Access (SC-FDMA) depenent del canal. Això és per compensar un inconvenient amb OFDM normal, que té una relació de potència màxima a mitjana (PAPR) molt alta. Un PAPR alt requereix amplificadors de potència més cars i ineficients amb alts requisits de linealitat, la qual cosa augmenta el cost del terminal i consumeix la bateria més ràpidament. Per a l'enllaç ascendent, a les versions 8 i 9 s'admet l'accés múltiple MIMO / divisió espacial (SDMA) multiusuari; La versió 10 també introdueix SU-MIMO.
Tant en els modes de transmissió OFDM com SC-FDMA s'afegeix un prefix cíclic als símbols transmesos. Hi ha disponibles dues longituds diferents del prefix cíclic per suportar diferents distribucions de canals a causa de la mida de la cel·la i l'entorn de propagació. Aquests són un prefix cíclic normal de 4.7 μs, i un prefix cíclic estès de 16,6 μs.
LTE admet els modes dúplex de divisió de freqüència (FDD) i dúplex de divisió de temps (TDD). Mentre que FDD fa ús d'espectres aparellats per a la transmissió UL i DL separats per una bretxa de freqüència dúplex, TDD divideix una portadora de freqüència en períodes alternatius per a la transmissió des de l'estació base al terminal i viceversa. Tots dos modes tenen la seva pròpia estructura de trama dins de LTE i s'alineen entre si, el que significa que es pot utilitzar maquinari similar a les estacions base i terminals per permetre una economia d'escala. El mode TDD a LTE està alineat amb TD-SCDMA i permet la coexistència. Hi ha disponibles conjunts de xips únics que admeten els modes operatius TDD-LTE i FDD-LTE.